# Opel 1.0 L
La 1.0 L era un'autovettura di fascia medio-bassa prodotta nel solo 1933 dalla Casa automobilistica tedesca Opel.

## Profilo e storia
La 1.0 L (o 1.0 Liter) fu proposta unicamente nel 1933 in affiancamento alla 1.2 L, con la quale condivideva gran parte della meccanica. Di quest'ultima, la 1.0 L volle essere una versione più economica e semplificata.

La 1.0 L nacque sul telaio della 1.2 L, nella versione a passo corto. Tale telaio, come nel caso della "sorella maggiore", era una struttura ad U in acciaio stampato. Della 1.2 L venivano mantenuti l'impianto frenante a tamburi sulle quattro ruote e le sospensioni, che accanto alla tradizionale soluzione dell'assale rigido e delle balestre semiellittiche prevedeva anche l'utilizzo dei più moderni ammortizzatori idraulici.

Analogo alla 1.2 L anche lo schema della trasmissione, che comprendeva una frizione monodisco, un differenziale ed un cambio a tre marce. Rispetto alla 1.2 L, però, che dal 1933 sulle versioni di punta montava un cambio a 4 marce, su nessuna versione della 1.0 L era prevista tale soluzione.

Il motore della 1.0 L era l'unica novità di nota: derivato dall'unità che equipaggiava la 1.2 L, ne fu ridotta la corsa da 90 a 75 mm, fermo restando l'alesaggio di 65. Il piccolo 4 cilindri della 1.0 L, raggiungeva così i 989 cm³ di cilindrata. Classico era lo schema a valvole laterali e l'alimentazione a carburatore. La 1.0 L raggiungeva una potenza massima di 18 CV, sufficienti a farle raggiungere una velocità massima di 78 km/h.

La 1.0 L era disponibile sia come berlina a 2 porte che come cabriolet a 4 posti e fu tolta di produzione alla fine del 1933. 

Sia la 1.0 L sia la 1.2 L troveranno un'erede nella Opel P4 del 1935, con cilindrata intermedia da 1.1 litri.